# 韓國電力公社
韩国电力公社（韓語：한국전력공사）简称韓国電力、韓電、KEPCO，总部位于全羅南道羅州市，是韩国最大的电力公司，财富世界500强企业中排名271。韩国93%的电力都由韩国电力公社供应。原本總部位於首爾市最繁華的江南區，因配合政府遷移公營機關的政策，韓國電力把總部遷移到了羅州。
韓國政府直接持有的股份加上韓国政府所擁有的韓國產業銀行，合計拥有韩国电力公社51%的股份。韩国电力公社是世界能源理事会、世界核能协会和世界核电运营者协会的成员。

## 歷史

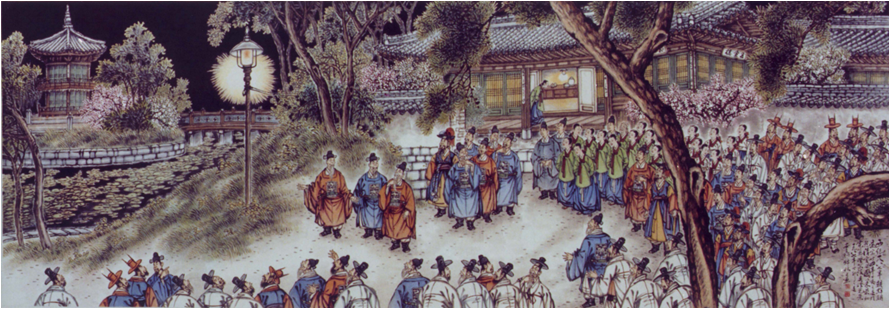
1877年韩国第一盏电灯在景福宫亮起

- 1898年：朝鲜王朝末期漢城电气株式会社設立。朝鮮半島電气事業开始。之後各地域小規模電力会社設立。
- 日本战時下的经济統制，1943年朝鮮電業、京城電气、南鮮合同電气3社合并。
- 1961年：朴正熙政権下電力統合政策，朝鮮、京城、南鮮3電力会社合併为韓国電力株式会社。
- 1978年：韓国最早的核能发電厂古里原子力发電所开始工作。
- 1982年：国有化命名韓国電力公社。
- 1989年：发行股票。韓国証券交易所（現 韩国交易所）上市（股票号码：15760）。
- 1994年：韓国企業第一次在纽约証券交易所上市（証券号码: KEP）。
- 1994年10月：韓國廣播公司 (KBS) 电视授权委託徴收開始。
- 1998年：亞洲金融風暴後構造改革的一環，决定实行段階的民营化。
- 2001年：電力自由化，发電部門6社（水力发電、核能发電子公司与其他5个火力发電子公司）分割。
- 2005年6月：韓国政府推動行政機關往地方移运政策，韓電表示總公司將會移动到光州广域市。移轉預定2012年实施。
- 2014年12月：總公司移動到全羅南道羅州市。

## 发電子会社
- 韓国南部发電 (KOSPO)
- 韓国中部发電 (KOMIPO)
- 韓国東西发電 (EWP)
- 韓国西部发電 (WP)
- 韓国南東发電 (KOEN)
- 韓国水力原子力发電 (KHNP)

## 主要发電所
- 火力发電廠
  - 仁川火力发電所（仁川广域市西区、115万kW、韓国中部发電）
  - 新仁川火力发電所（仁川广域市西区、180万kW、韓国南部发電）
  - 西仁川火力发電所（仁川廣域市甕津郡、180万kW、韓国西部发電）
  - 靈光火力发電所（仁川广域市甕津郡、160万kW、韓国南東发電）
  - 平澤火力发電所（京畿道平泽市、188万kW、韓国西部发電）
  - 泰安火力发電所（忠清南道泰安郡、300万kW、韓国西部发電）
  - 唐津火力发電所（忠清南道唐津市、200万kW、韓国東西发電）
  - 保寧火力发電所（忠清南道保寧市、480万kW、韓国中部发電）
  - 釜山火力发電所（釜山广域市沙下区、140万kW、韓国南部发電）
  - 蔚山火力发電所（蔚山广域市南区、300万kW、韓国東西发電）
  - 河東火力发電所（慶尚南道河東郡、300万kW、韓国南部发電）
  - 三千浦火力发電所（慶尚南道固城郡、324万kW、韓国南東发電）
- 核能发電廠（全為韓國水電與核電公司保有、營運）
  - 古里原子力發電所（釜山廣域市機張郡、313.7万kW）
  - 月城・新月城原子力發電所（慶尚北道慶州市、計477.9万kW）
  - 蔚珍原子力發電所（慶尚北道蔚珍郡、490万kW）
  - 靈光原子力發電所（全羅南道靈光郡、590万kW）
  - 新古里原子力發電所（蔚山廣域市蔚州郡、480万kW）

## 關連項目
- 首爾電車　1961年到1968年使用。后作废
- 釜山电车　同首尔电车。
- 韓國標準型原子爐

## 外部連結
- 韓国電力公社 （页面存档备份，存于）（英文）